# الطوابع البريدية لدولة الإمارات

طابع دولة الإمارات العربية المتحدة عام 1986

الطوابع البريدية والتاريخ البريدي لدولة الإمارات العربية المتحدة.

## رسائل البريد المبكرة
افتتح أول مكتب بريد في المنطقة في دبي عام 1909، وكان في دبي مكتب بريد واحد هندي الأصل، يقع ضمن دائرة السند، وافتتح في 19 أغسطس 1909. وحتى عام 1947، كانت الطوابع الهندية قيد الاستخدام، واستخدمت الطوابع الباكستانية حتى 31 مارس 1948.

## وكالات البريد البريطانية في شرق الجزيرة العربية

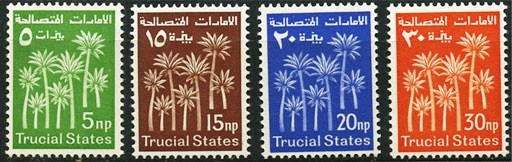
طوابع الإمارات المتصالحة لعام 1961.

أدارت بريطانيا العلاقات الخارجية للإمارات المتصالحة، بما في ذلك إدارة البريد والبرقيات، لانها لم تكن من ضمن الدول الأعضاء في الاتحاد البريدي العالمي. افتتحت حكومة الهند أول مكتب بريد لها في دبي في عام 1941، وتولت وكالات البريد البريطانية تشغيله، وهي شركة تابعة لمكتب البريد العام في عام 1948. كانت الطوابع في ذلك الوقت عبارة عن طوابع بريطانية تحمل قيمة الروبية، حتى عام 1959 أصدرت مجموعة من طوابع "الإمارات المتصالحة".
أُنشأت وكالات البريد البريطانية في شرق الجزيرة العربية بعد تقسيم الهند، وبيعت طوابع الوكالة البريطانية الصادرة في مسقط في دبي حتى 6 يناير 1961. وأصدرت الهيئة طوابع الإمارات المتصالحة في 7 يناير 1961.
وفي أبو ظبي، افتتحت وكالة في جزيرة داس في ديسمبر 1960 وفي مدينة أبو ظبي في 30 مارس 1963، وذلك باستخدام طوابع الوكالة البريطانية الصادرة في مسقط. لم تستخدم طوابع الإمارات المتصالحة في أبو ظبي. ومع تولي كل إمارة إدارتها البريدية الخاصة، أُغلقت المكاتب: دبي في 14 يونيو 1963؛ أبو ظبي في 29 مارس 1964. وشرعت الإمارات الشمالية في إصدار عدد من طبعات الطوابع المخصصة لسوق هواة الجمع، خاصة عجمان وأم القيوين والشارقة. تُعرف اليوم باسم طوابع الكثبان الرملية، وهي ملونة وعديمة القيمة تقريبًا.

## أول طوابع إماراتية
أصدرت دولة الإمارات العربية المتحدة أول طوابع اتحادية في 1 يناير 1973. قبل ذلك، كانت كل إمارة تصدر طوابعها الخاصة.

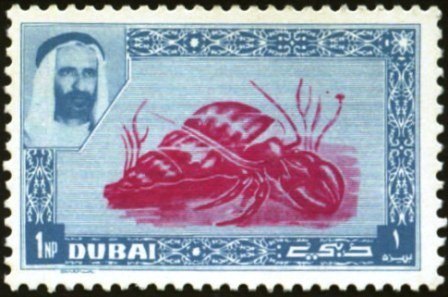
طابع دبي، 1963
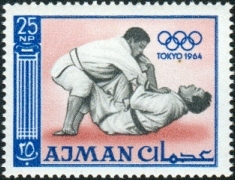
طابع عجمان، 1965
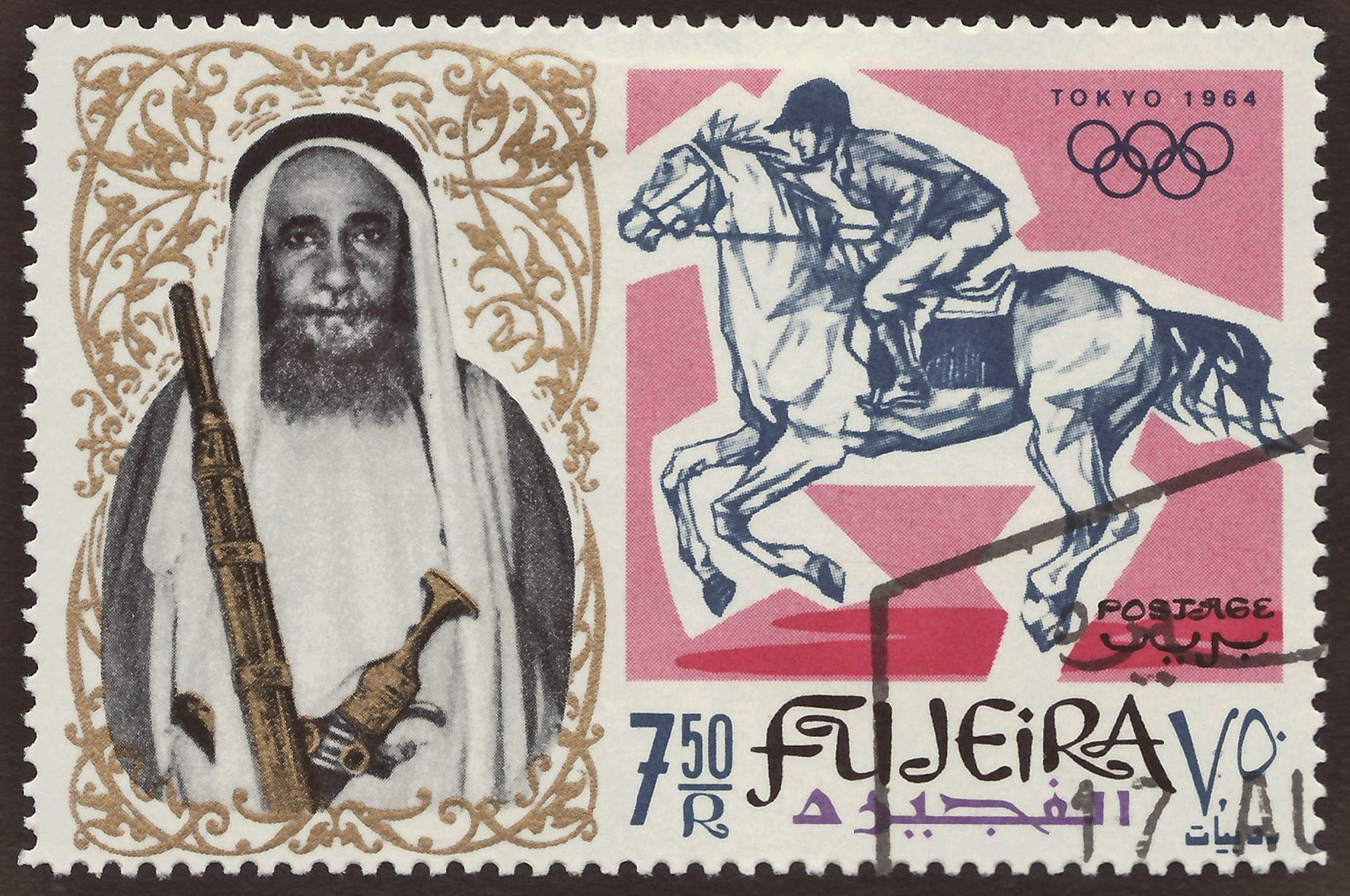
طابع الفجيرة، 1964
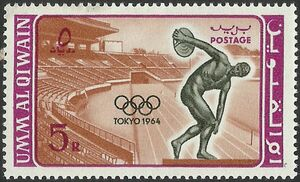
طابع أم القيوين 1964
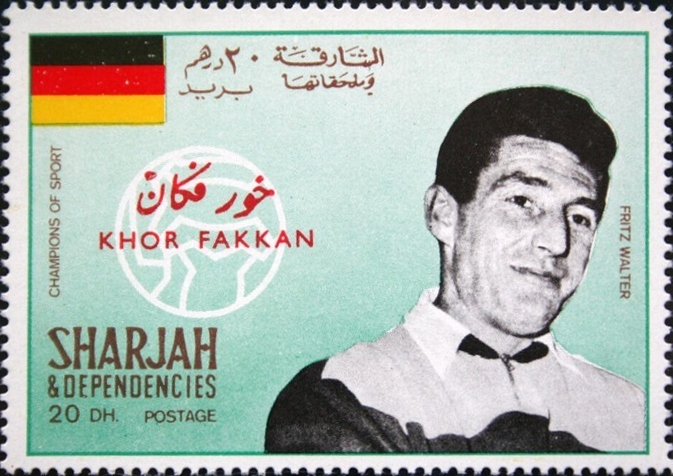
طابع الشارقة، 1968

## إصدار طوابع مبتكرة استناداً إلى "الرموز غير القابلة للاستبدال"
عام 2021 واحتفالاً بعيد الاتحاد الخمسين لدولة الإمارات، أصدرت "مجموعة بريد الإمارات" طوابع مبتكرة، استناداً إلى "الرموز غير القابلة للاستبدال"، في إنجازٍ نوعي يجعل منها الأولى إقليمياً على صعيد تبنّي التقنية المتقدمة في إصدار الطوابع البريدية.
ويعد الطابع الأول إصداراً خاصاً ومتفرداً، حيث يحتوي على 1 غرام من الذهب الخالص، ويحمل عنوان "اليوبيل الذهبي 2021"ويحمل الطابع الثاني اسم "روح الاتحاد 1971"، ويرمز إلى تأسيس الاتحاد أما الطابع الثالث فيتمحور حول "عام الخمسين"ويجسد الإصدار الرابع "مشاريع الخمسين 2071" التي تترجم الرؤية المستقبلية الطموحة لدولة الإمارات.

## مجموعة طوابع «السعادة والإيجابية»
أصدرت مجموعة بريد الإمارات، مجموعة طوابع تذكارية، تضمنت الرموز الثمانية، التي يشتمل عليها شعار البرنامج الوطني للسعادة والإيجابية: الشمس، وعَلم الإمارات، والوجه المبتسم، والزهرة، والعائلة والأصدقاء، والبحر، والنخلة، والغيمة وقطرات المطر.

## ملحوظات
1. ↑  تتكون دولة الإمارات العربية المتحدة من سبع إمارات، وهي أبو ظبي، دبي، الشارقة، عجمان، أم القيوين، رأس الخيمة والفجيرة. العاصمة وثاني أكبر مدينة من حيث عدد السكان في الإمارات العربية المتحدة هي أبو ظبي. قبل عام 1971، كانت الإمارات العربية المتحدة تعرف باسم الإمارات المتصالحة أو عمان المتصالحة، في إشارة إلى هدنة في القرن التاسع عشر بين المملكة المتحدة والعديد من الشيوخ العرب.